# Unciti
Unciti (en euskera: Untzitibar) —más comúnmente Valle de Unciti— es un valle y un municipio español de la Comunidad Foral de Navarra, situado en la merindad de Sangüesa, en la comarca de Aoiz y a 19 km de la capital de la comunidad, Pamplona. Su población en 2024 era de 233 habitantes (INE).
El municipio está compuesto de 5 concejos: Alzórriz, Artaiz, Cemboráin, Unciti y Zabalceta; y por 3 lugares habitados: Muguetajarra, Zoroquiáin y Najurieta. En su término también se localizaba el despoblado de Raondo. 
Su gentilicio es untzitibartarra, tanto en masculino como en femenino.

## Toponimia
Unciti es un topónimo que parece derivar de la lengua vasca. Significaría según la etimología más probable, lugar de hiedras, de la palabra vasca huntz que significa hiedra, y un sufijo que indicaría lugar "-(i)ti". Este sufijo aparece en otros nombres de población de la zona vascófona de Navarra como Erviti, Cilveti o Gorriti, y topónimos como Loiti o Urrutia, pero ya no existe en la lengua vasca actual. Unciti no pertenece actualmente a la zona vascófona de Navarra, pero la lengua vasca fue la lengua común de este valle siglos atrás y no se perdió probablemente hasta el siglo XIX.
Unciti sería originalmente el nombre de la aldea que se convirtió en cabecera del valle a cuyo conjunto acabó dando nombre. Unciti aparece mencionado por primera vez en el siglo XI, como Uncite, aunque ya en ese mismo siglo se le mencionó bajo su nombre actual de Unciti. En ese mismo siglo, el valle en su conjunto era conocido como Val de Erraondo, pero ese nombre fue ya sustituido por Valle de Unciti a principios del siglo XII. Otras grafías con las que se conocieron el pueblo y el valle en la Edad Media y la Edad Moderna fueron Uncit y Hunçit.
En euskera se distingue entre los topónimos de Untziti, nombre del pueblo y concejo que es capital del municipio, y Untzitibar (lit. Valle de Unciti), que se utiliza para referirse al valle y municipio en su conjunto. Sin embargo, estos topónimos no son cooficiales al ubicarse Unciti en la zona no vascófona de Navarra.

## Símbolos

### Escudo
El escudo de armas del valle de Unciti tiene el siguiente blasonamiento:

Trae de azur y una estrella de seis puntas de oro. Por timbre un yelmo empenachado

## Geografía
El valle de Unciti está situado en la parte central de la Comunidad Foral de Navarra dentro de la región geográfica de la Montaña de Navarra (Cuentas Prepirenaicas), la comarca geográfica de la Cuenca de Lumbier-Aoiz, y su capital Unciti está a una altitud 601 m s. n. m. Su término municipal tiene una superficie de 37,34 km² y limita al norte con el municipio de Urroz-Villa, al este con el de Izagaondoa, al sur con el de Ibargoiti y Monreal y al oeste con los de Aranguren y Valle de Elorz.

## Demografía
Unciti cuenta con una población de 233 habitantes (INE 2024).
| Gráfica de evolución demográfica de Unciti entre 1842 y 2021                                                        |
| |
| Población de derecho según los censos de población del INE Población de hecho según los censos de población del INE |

### Núcleos de población
El municipio se divide en las siguientes entidades de población, según el nomenclátor de población publicado por el INE (Instituto Nacional de Estadística). Los datos de población se refieren a 
2014:
| Entidad de población | Población (2014) |
| -------------------- | ---------------- |
| Alzórriz             | 39               |
| Artaiz               | 47               |
| Cemboráin            | 29               |
| Muguetajarra         | 0                |
| Najurieta            | 23               |
| Unciti               | 75               |
| Zabalceta            | 15               |
| Zoroquiáin           | 1                |